# ジャック・ルビー
ジャック・レオン・ルビー（Jack Leon Ruby、1911年3月25日？ - 1967年1月3日）は、アメリカ合衆国テキサス州ダラス出身の実業家、ナイトクラブオーナー。リー・ハーヴェイ・オズワルドがケネディ大統領暗殺容疑で逮捕された2日後の1963年11月24日、ダラス警察署の地下でテレビ中継中にオズワルドを射殺した。
出生名はジェイコブ・レオン・ルーベンスタイン（Jacob Leon Rubenstein）だが、その後改名しジャック・ルビーと名乗った。

## 経歴

### 生い立ち
イリノイ州シカゴでユダヤ系ポーランド移民の家庭に生まれた。父のヨセフ・ルーベンスタインはポーランドのソコウフ・ポドラスキ出身の大工である。ジャックの生年月日については3月から6月まで諸説ある。
1920年代にマフィアと関わる。貧しかった少年時代にアル・カポネの使い走りをして小遣いを稼いでいた。

### 軍歴と改名
第二次世界大戦では1943年からアメリカ軍に所属し航空機の整備を担当していた。仕事ぶりは真面目で上等兵に昇進し、1946年2月21日に除隊。
1947年にシカゴからテキサス州ダラスへ移り住み、他の兄弟とともに氏名を「ルーベンスタイン」から「ルビー」に変更している（商売を始めるに当たり、ユダヤ系の氏名である「ルーベンスタイン」が商売の妨げになると知り合いから助言され改名した）。

### マフィアとのつながり
1950年代にマフィアの仕事でキューバへ行き、銃や金の運び屋をしていた時期もあった。ルビー自身は正式なマフィアのメンバーではなかったと言われるが、カルロス・マルセロ、サント・トラフィカンテ、ジミー・ホッファらの側近たちと多くのコネを持っていた。ミッキー・コーエンとは友人だった。
ダラスではナイトクラブを経営したほか、違法ギャンブル、麻薬取引などを手がけ、銃器をキューバに密売したりもしていた。
また彼はよくダラス市警の警官の面倒をみた。食事を用意したり、話をするのが好きだったという。彼が経営するナイトクラブでは一般的な他店と同様に、警官にタダで飲み物を振舞い、営業時間後にはストリッパーとのデートを取り持ったりもした。

### オズワルド射殺

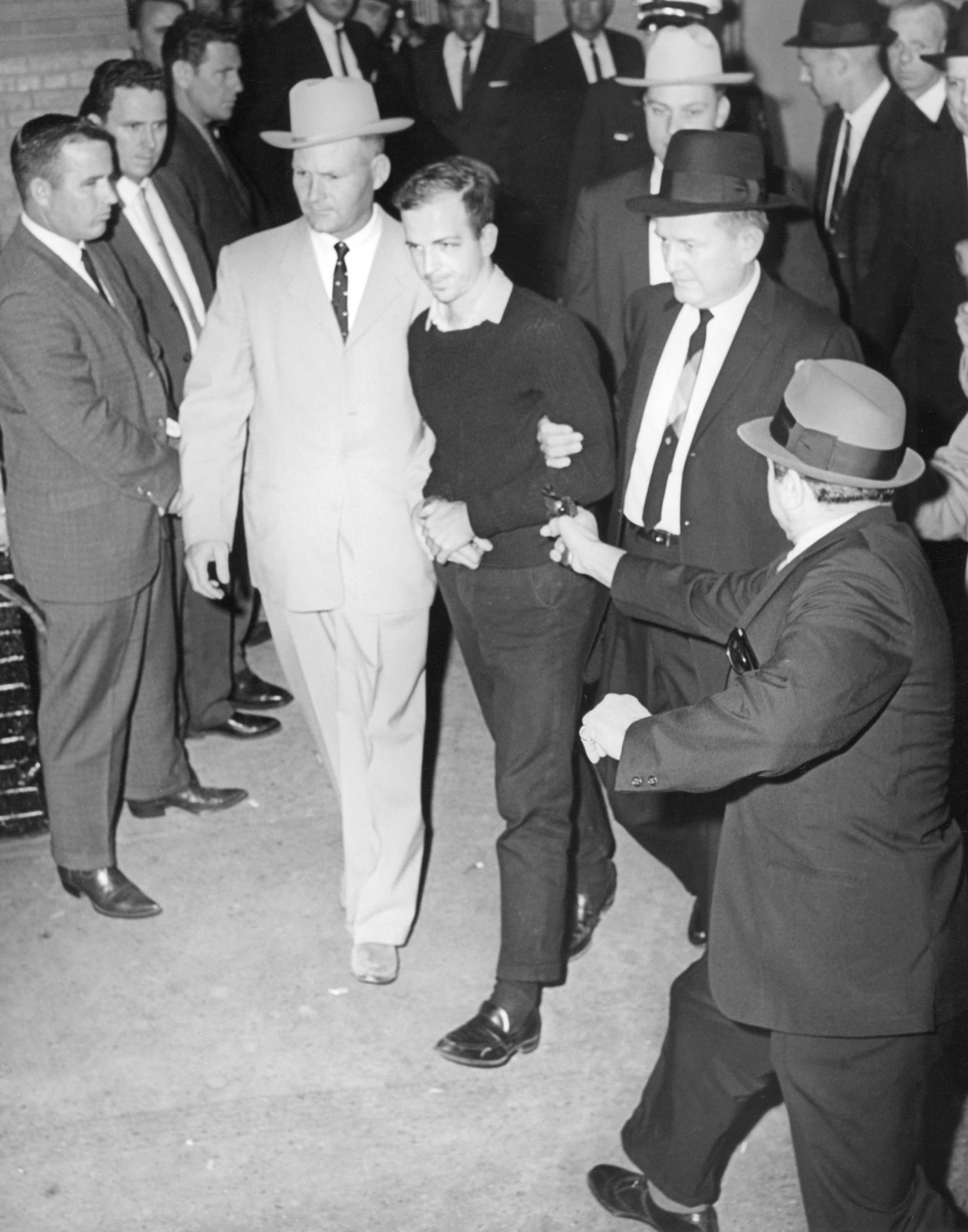
オズワルド殺害時

ジョン・F・ケネディ大統領の暗殺後に「暗殺犯」として逮捕されたオズワルドを、ダラス警察署内から移送する際に多くの報道陣の面前で射殺した。
ルビーに銃撃されてオズワルドが病院に運ばれた際には、異常なほど興奮してオズワルドの生死について周囲に尋ねた。ダイエット目的で常用していた覚せい剤プレルジンの影響だと考えられる。この覚せい剤プレルジンは当時ドラッグストアでダイエット薬として購入できた。死んだと知らされるとやっと落ち着きを取り戻したという。
オズワルドとの面識については一切否定し、殺害の理由については「日曜日の朝、ダイエット薬プレルジン（覚せい剤）を飲んだところ、ユダヤ教信者として信仰への愛を示したい、ジャクリーン夫人が裁判で再びダラスを訪れなければならないのを阻止したいという気持ちがわいてきた」と証言している。しかしその後の調査で、マフィアやCIA、反カストロのキューバ人亡命者グループなどと深い関係にあったことが公になった。
ウォーレン最高裁長官がダラス郡拘置所でルビーを尋問した際、彼は自分の身の危険を感じており「オズワルドを殺害したとき、自分は誰かに操られていた」とほのめかしたという。
その後ルビーは1964年3月14日、ダラス地方裁判所で「悪意を備えた殺人」の罪で有罪となり死刑判決を受けた。再審を待っている間、獄中のルビーは精神の安定を欠き「何者かに癌細胞を注射された」「ワシントンの刑務所に移送してくれたら本当のことをすべて話す」など不可解な言動が見受けられたという。

### 死去
1967年1月3日、ケネディ、オズワルドが治療を受けたのと同じパークランド記念病院で肺癌による肺血栓塞栓症により死亡。55歳没。生涯独身であった。シカゴのウエストローン墓地に両親と共に埋葬されている。

## ジャック・ルビーを演じた俳優
- ブライアン・ドイル=マーレイ（『JFK』、1992)
- ダニー・アイエロ（『ジャック・ルビー』、1993)